# Jan Polanc
Jan Polanc (Kranj, 17 de março de 1992) é um ciclista profissional esloveno, membro da equipa italiana Lampre-Merida.

## Palmarès
2012
- 3º no Campeonato da Eslovénia Contrarrelógio
- Piccolo Giro de Lombardia

2013
- Giro do Friuli Venezia Giulia, mais 1 etapa

2015
- 1 etapa do Giro d'Italia

2017
- 1 etapa do Giro d'Italia (4º Etapa Cefalú - Etna)